# Albert Joseph Moore
Albert Joseph Moore (York, 4 settembre 1841 – Westminster, 25 settembre 1893) è stato un pittore e illustratore britannico, noto per le sue raffigurazioni di languide figure femminili messe in contrapposizione al lusso e alla decadenza del mondo classico.
Era il fratello minore di Henry, anch'egli pittore.

## Biografia

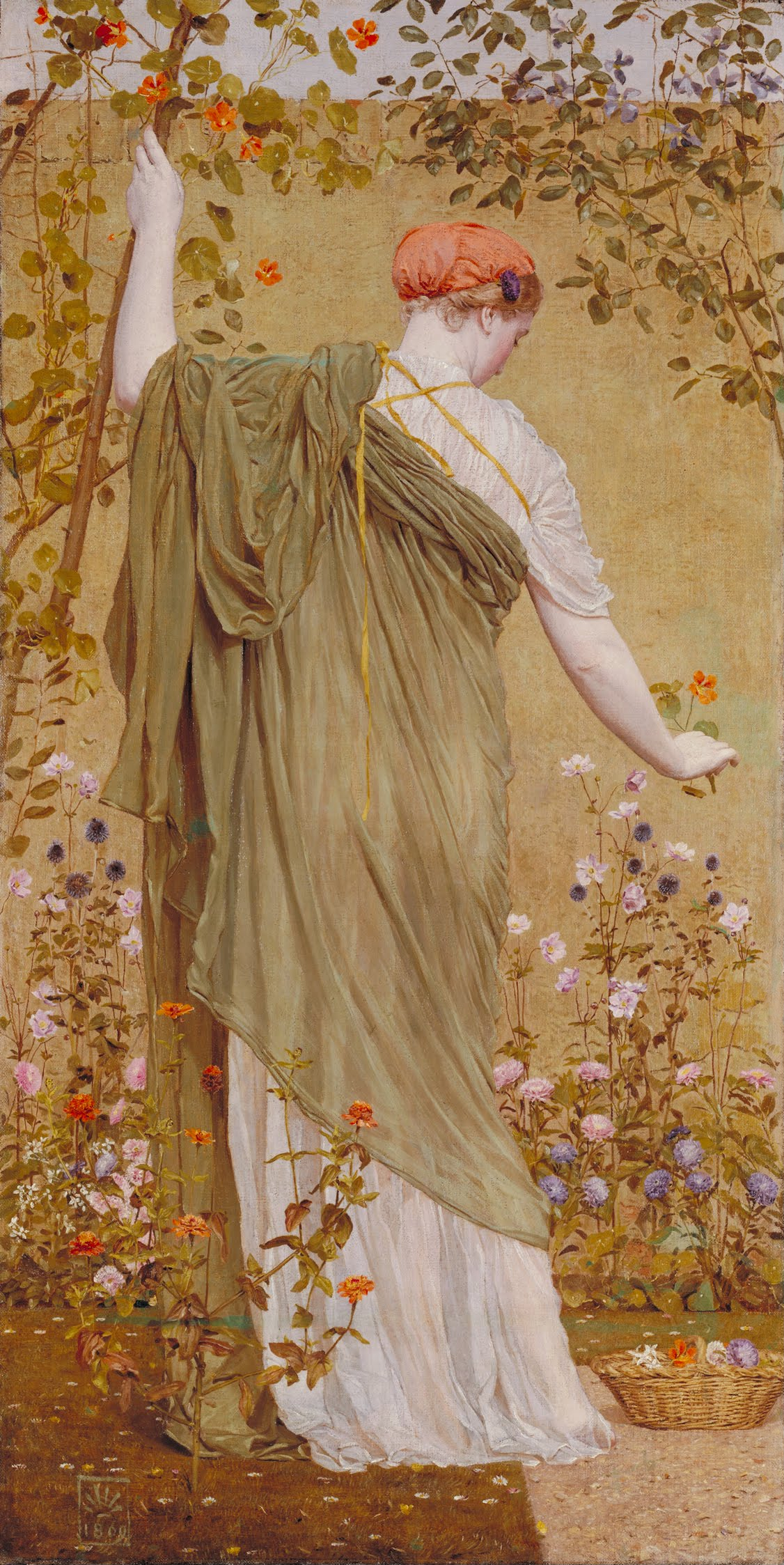
A Garden

Canaries

Moore nasce a York il 4 settembre 1841, figlio del noto ritrattista William Moore e della sua seconda moglie, Sarah Collingham. Molti dei suoi numerosi fratelli furono educati come artisti, tra cui Henry, RA, noto pittore di paesaggi marini. Albert frequentò inizialmente la Archbishop Holgate's School, passando in seguito alla St. Peter's School di York, ricevendo allo stesso tempo lezioni di disegno e pittura da suo padre. Si rivelò particolarmente dotato già da giovanissimo, ottenendo una medaglia dal Dipartimento di Scienza e Arte (Department of Science and Art) a Kensington nel maggio 1853, prima di completare il suo dodicesimo anno di età.
Dopo la morte di suo padre, avvenuta nel 1851, il giovane Albert Joseph venne posto sotto le cure e l'insegnamento di suo fratello, John Collingham. Nel 1855 si trasferì a Londra, dove frequentò il liceo di Kensington fino al 1858, per poi divenire uno studente della Royal Academy of Arts. In quella sede aveva già esposto nel 1857, quando realizzò A Goldfinch e A Woodcock.
I suoi primi lavori mostrano l'influenza di John Ruskin. Nel 1859 si trovava in Francia con l'architetto William Eden Nesfield. Nel 1861 intraprese una nuova avventura con due dipinti a tema sacro, The Mother of Sisera looked out of a Window (La madre di Sisara guardò fuori da una finestra - Tullie House Museum and Art Gallery, Carlisle) ed Elijah running to Jezreel before Ahab's Chariot (Elia che correva verso Jezreel davanti al carro di Achab - collezione privata, Canada). Nel frattempo, Moore aveva già dato segnali della straordinaria abilità che in seguito mostrò come artista decorativo. Negli anni sessanta del XIX secolo, Moore progetta piastrelle, carta da parati e vetrate per Morris, Marshall, Faulkner e Co., e lavora come pittore murale in ambito ecclesiastico e domestico. Durante questo periodo le sue opere iniziarono ad assumere un carattere marcatamente neoclassico, avendo egli studiato a fondo la scultura antica, in particolare i marmi di Elgin al British Museum. La sua preoccupazione per le armonie decorative e cromatiche divenne evidente nei suoi dipinti a partire dalla metà degli anni sessanta del XIX secolo. Le sue opere, in genere singole figure femminili con proporzioni formalizzate, drappeggi neoclassici e accessori floreali, costituirono un importante filone dell'estetismo.
Intorno al 1860 dipinse un soffitto a Shipley, seguito da un altro a Croxteth Park, nel Lancashire. Trascorse l'inverno tra il 1862 e il 1863 a Roma con suo fratello John Collingham. Fu qui che realizzò Elijah's Sacrifice (Il sacrificio di Elia, 1863), dipinto che mostra l'influenza di Ford Madox Brown ed Edward Armitage. Tornato in Inghilterra, nel 1863 gli venne commissionato dal Conte di Craven un dipinto murale per la cucina dell'Abbazia di Coombe (Combe Fields, borough di Rugby). A partire dal 1877, Moore espose regolarmente le sue opere presso la Grosvenor Gallery di Londra.

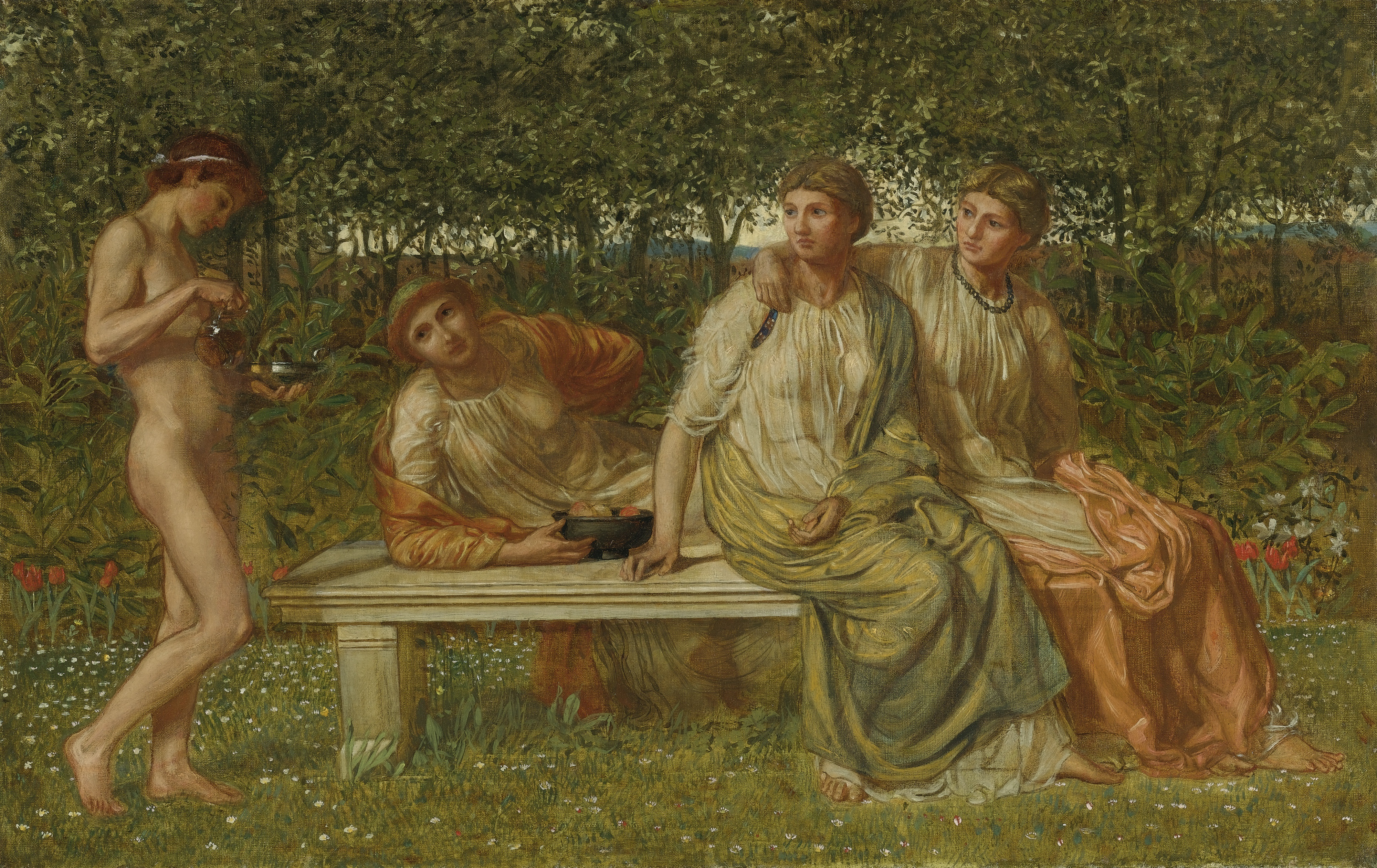
The Marble Seat.

Nel 1864 espose alla Royal Academy un gruppo di affreschi, intitolato  The Seasons (Le stagioni), che attirò l'attenzione sulla posa aggraziata degli arti nelle figure e sulle delicate pieghe dei tendaggi. Nel 1865, Moore espose alla Royal Academy The Marble Seat, la prima di una lunga serie di quadri puramente decorativi, a cui il suo nome sarà sempre associato. Da quel momento si dedicò interamente a questa espressione di pittura, e ogni quadro fu il risultato di un'armonia attentamente pensata ed elaborata nella posa e nel colore, che aveva come base la forma umana, studiata nel vero spirito ellenico.
Il fascino principale delle immagini di Moore risiedeva nei delicati toni bassi dei capi diafani, simili a tessuti, in cui le figure erano drappeggiate. I nomi attribuiti alle immagini erano generalmente suggeriti dall'opera completata e raramente rappresentavano qualsiasi idea preconcetta nella mente dell'artista. Tra questi c'erano titoli come A Painter's Tribute to Music, Shells, The Reader, Dreamers, Battledore, Shuttlecock, Azaleas. In una sfera d'arte così limitata, Moore trovò i suoi ammiratori tra i pochi veri intenditori d'arte piuttosto che tra il grande pubblico. I suoi dipinti venivano spesso venduti dal cavalletto prima del completamento, ma non fu che negli ultimi anni della sua vita che ottenne quello che forse si chiamava patrocinio diretto. Ha eseguito altre importanti opere decorative, come The Last Supper (Ultima Cena) e alcuni dipinti per una chiesa a Rochdale, la sala di Claremont, il proscenio del Queen's Theatre (Long Acre, Città di Westminster, Londra),  e un fregio di pavoni per Mr. Lehmann.

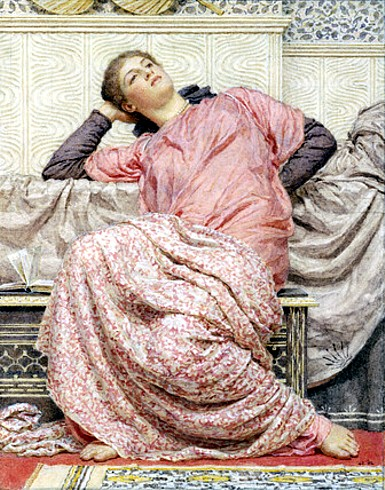
The Open Book, esposto al Victoria and Albert Museum di Londra.

Moore era di indole indipendente e faceva affidamento esclusivamente sul proprio giudizio in materia sociale e artistica. Le sue opinioni, considerate un po' esplicite, si rivelarono un ostacolo alla sua ammissione nei ranghi della Royal Academy, per la quale fu candidato per molti anni, e dove le sue opere furono per lungo tempo una tra le principali fonte di interesse.
Pur soffrendo di una malattia dolorosa e incurabile, Moore ha lavorato fino agli ultimi istanti della sua vita, completando con puro coraggio e determinazione un'immagine importante poco prima della sua morte, avvenuta il 25 settembre 1893, in 2 Spenser Street, Victoria Street, Westminster. Il suo corpo fu sepolto nel cimitero di Highgate. Il suo ultimo dipinto, The Loves of the Seasons and the Winds (Gli amori delle stagioni e dei venti), è una delle sue opere più elaborate e scrupolose; commissionato da Mr. McCulloch, Moore ha scritto tre strofe in versi per spiegarne il titolo.
Il lavoro di Moore è ora esposto in molte importanti collezioni pubbliche, tra le quali a Birmingham, Liverpool e Manchester. Una mostra delle sue opere si tenne presso la Grafton Galleries, a Londra, nel 1894.
Molti dei suoi dipinti sono parte di collezioni pubbliche in tutto il Regno Unito e, oltre a quelle sopracitate, includono Blossoms, al Tate, e un acquerello, The Open Book, esposto al Victoria and Albert Museum di Londra. Il British Museum di Londra possiede un gruppo di suoi primi disegni.

## Opere
- The Quartette (1869)

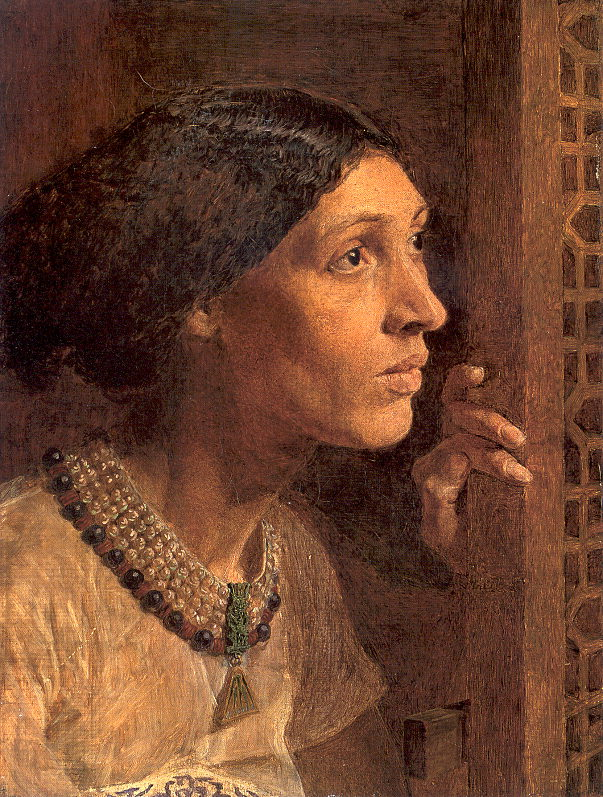
The Mother of Sisera looked out a Window.

- Seagulls (1871; Williamson Art Gallery and Museum, Birkenhead)
- Follow-my-Leader (1873)
- Shells (1874)
- Topaz (1879)
- Rose Leaves (1880)
- Yellow Marguerites (1881)
- Blossoms (1881)
- Dreamers (1882; Birmingham Museum and Art Gallery)
- Reading Aloud (1884; Kelvingrove Art Gallery and Museum, Glasgow)
- Silver (1886)
- Midsummer (1887; Russell-Cotes Art Gallery & Museum, Bournemouth)
- A River Side (1888),
- A Summer Night (1890; Walker Art Gallery, Liverpool)
- Lightning and Light (1892; Private collection)
- An Idyll (1893)
- The Loves of the Winds and the Seasons (1893; Blackburn Museum and Art Gallery, large picture finished only a few days before his death)

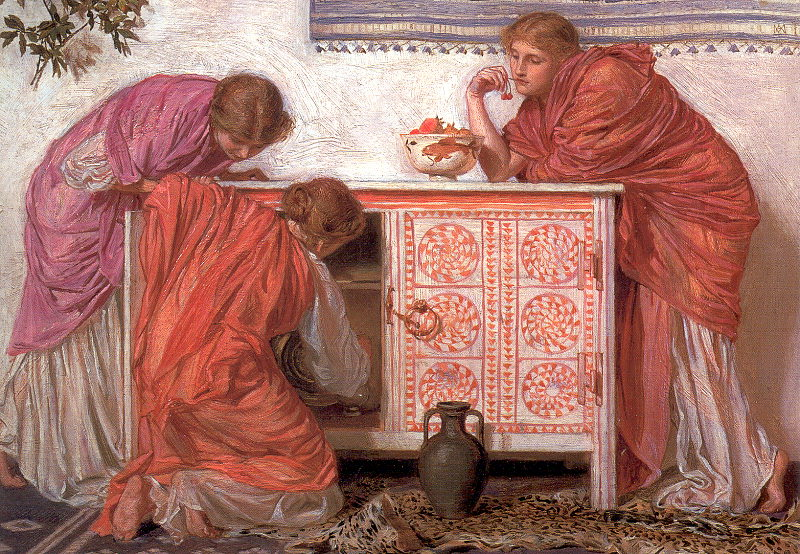
Pomegranates, Albert Joseph Moore
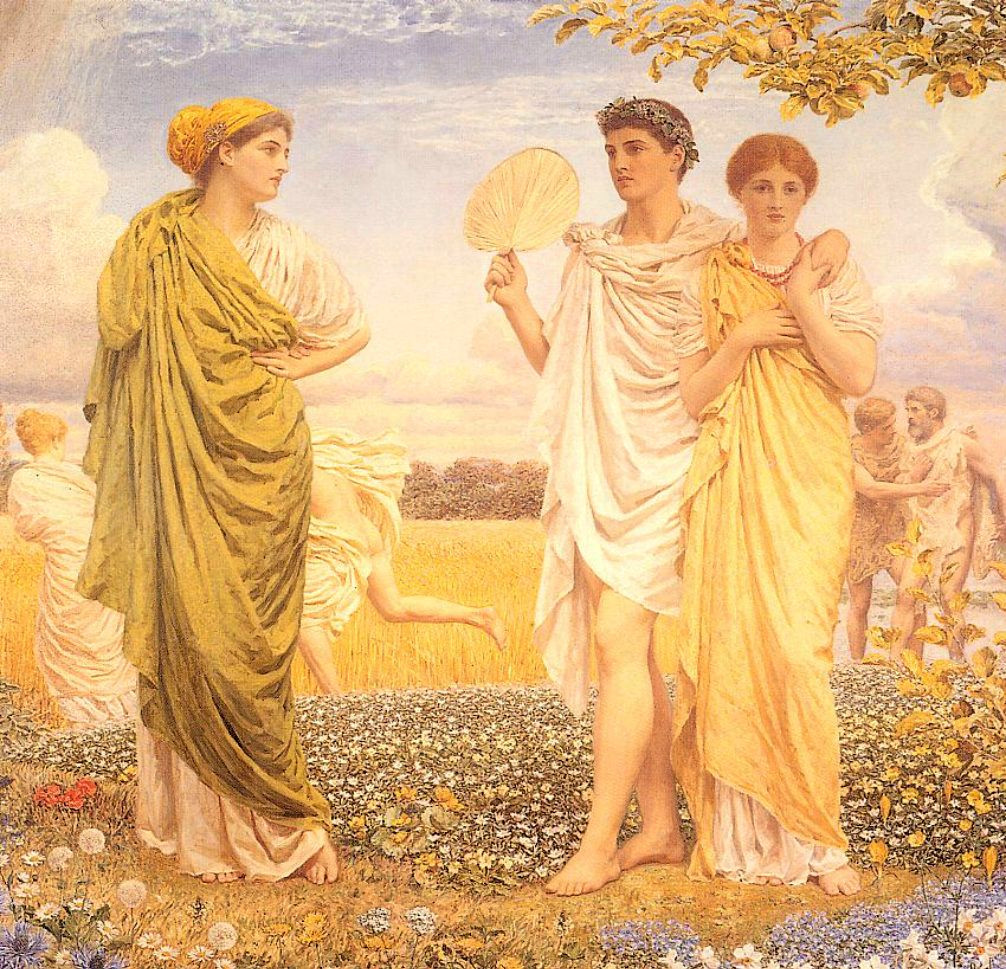
The Loves of the Winds and the Seasons 1893, Albert Joseph Moore
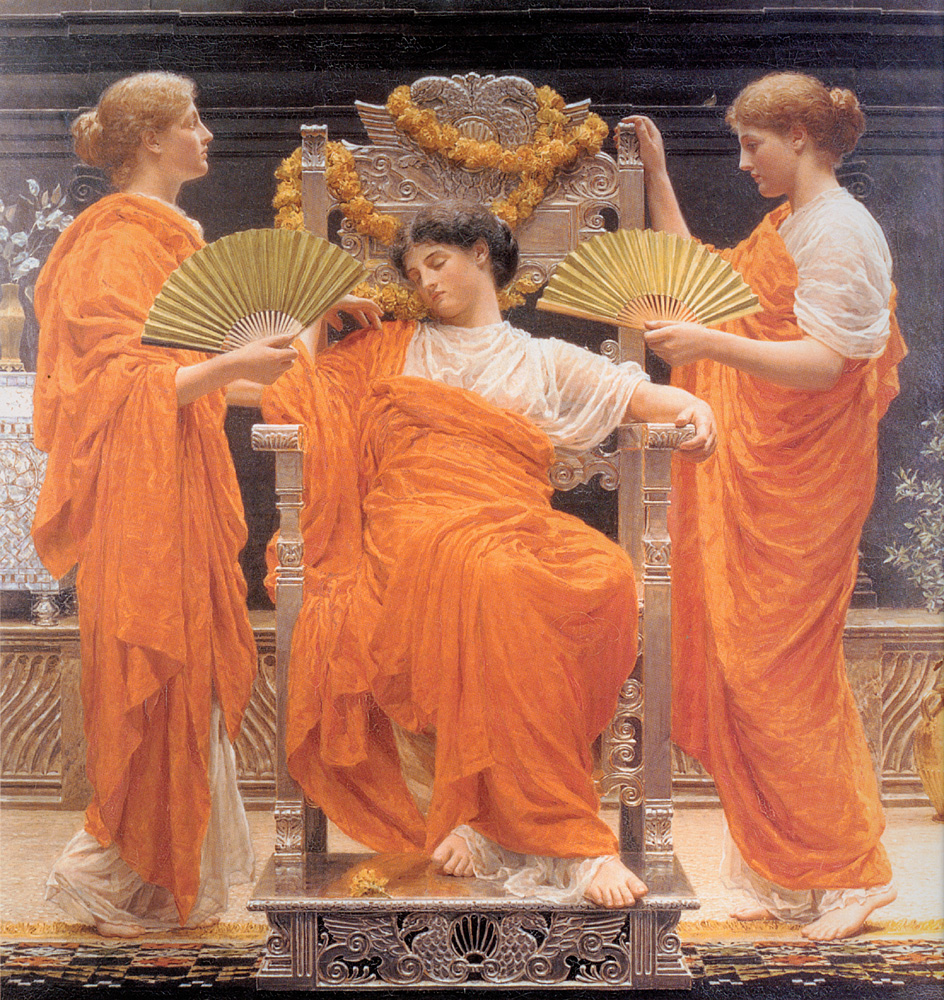
Midsummer
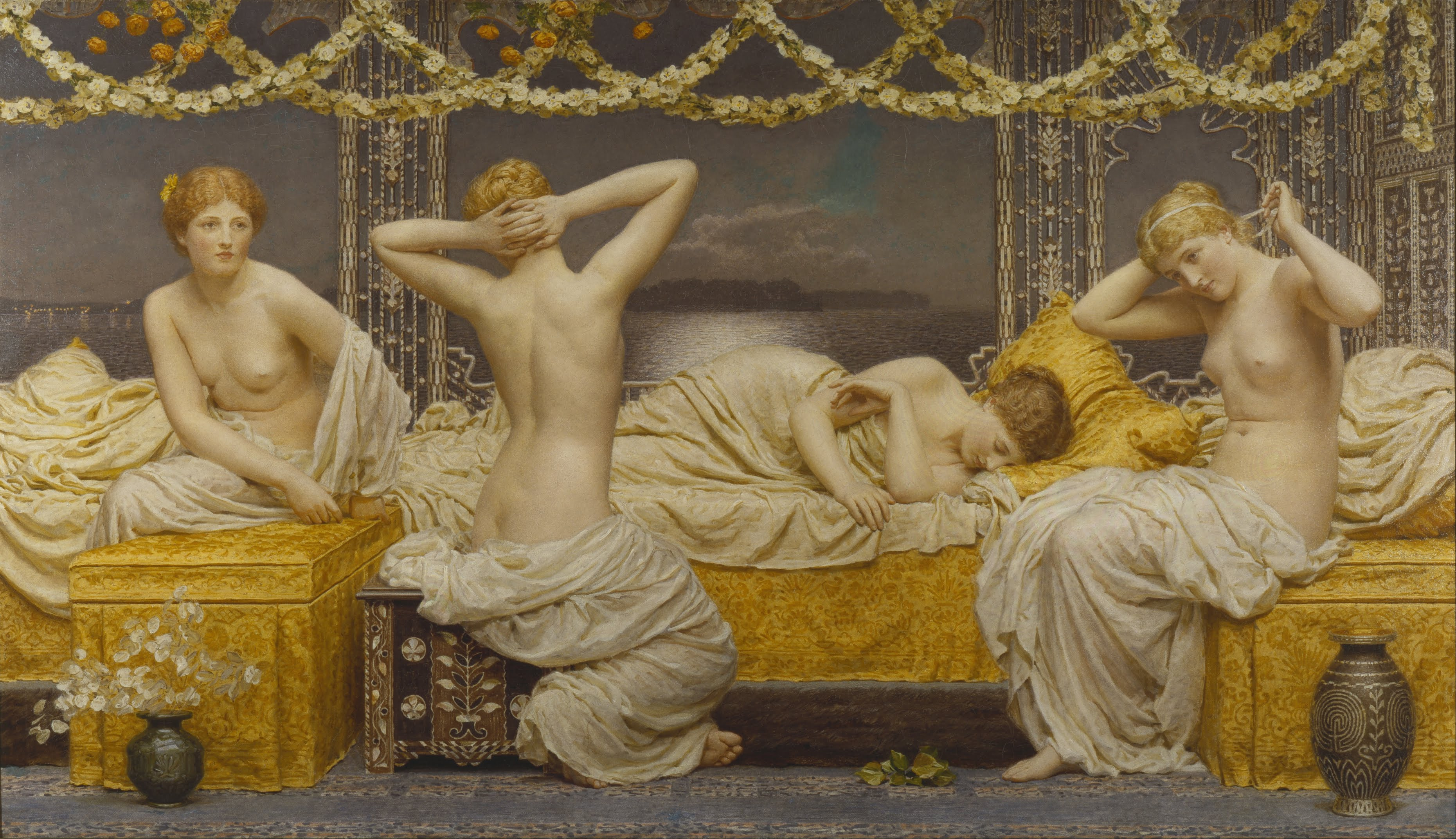
A Summer Night 1890
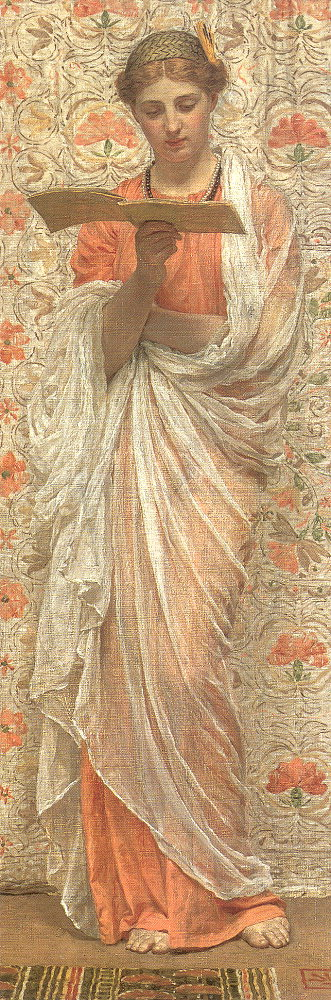
A Reader
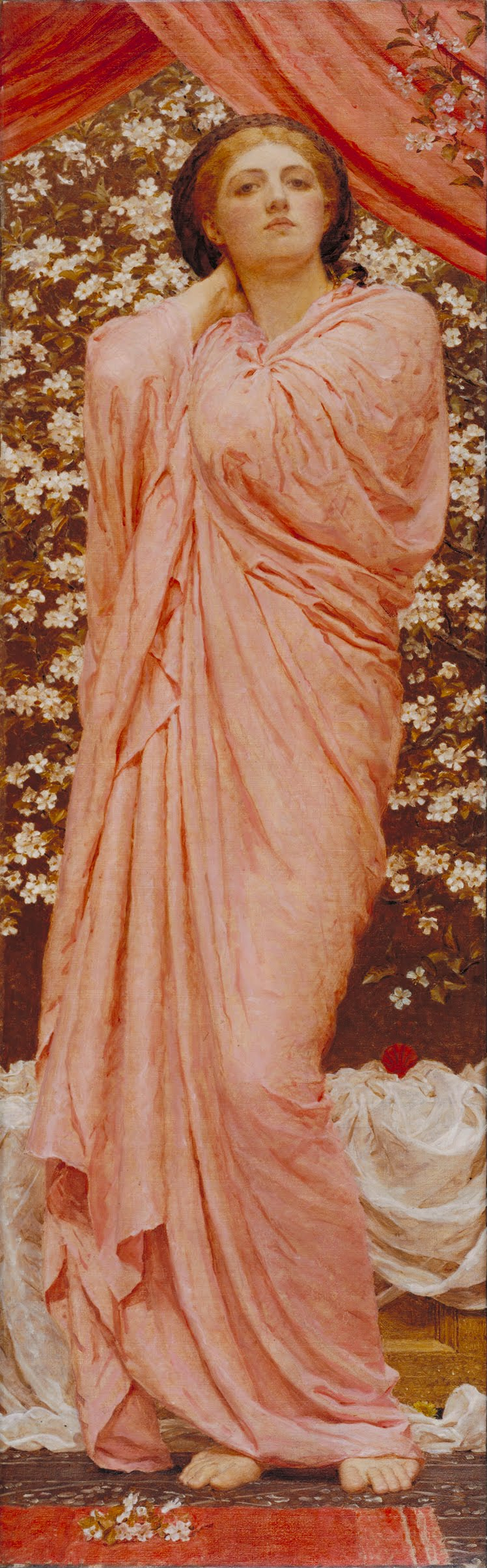
Blossom
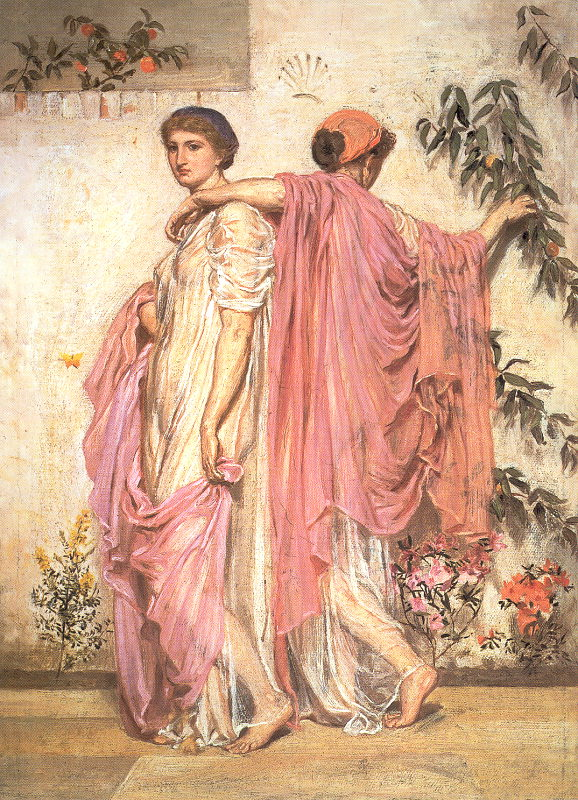
Apricots
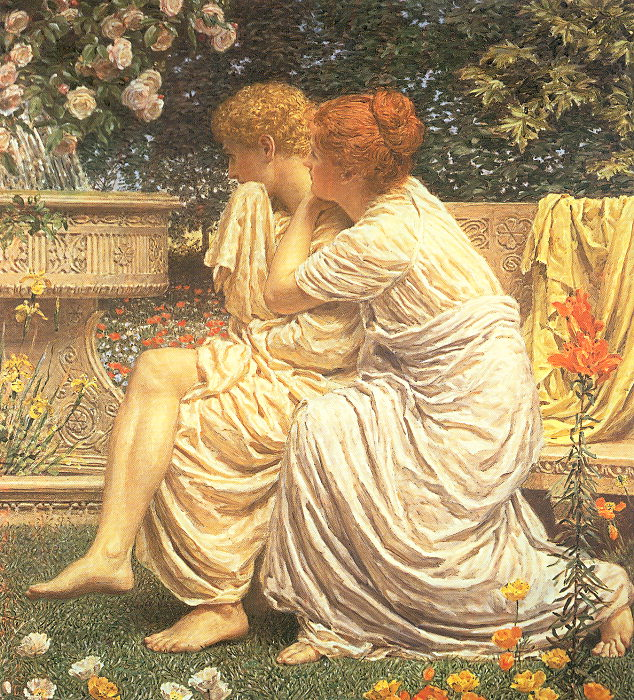
Idyll
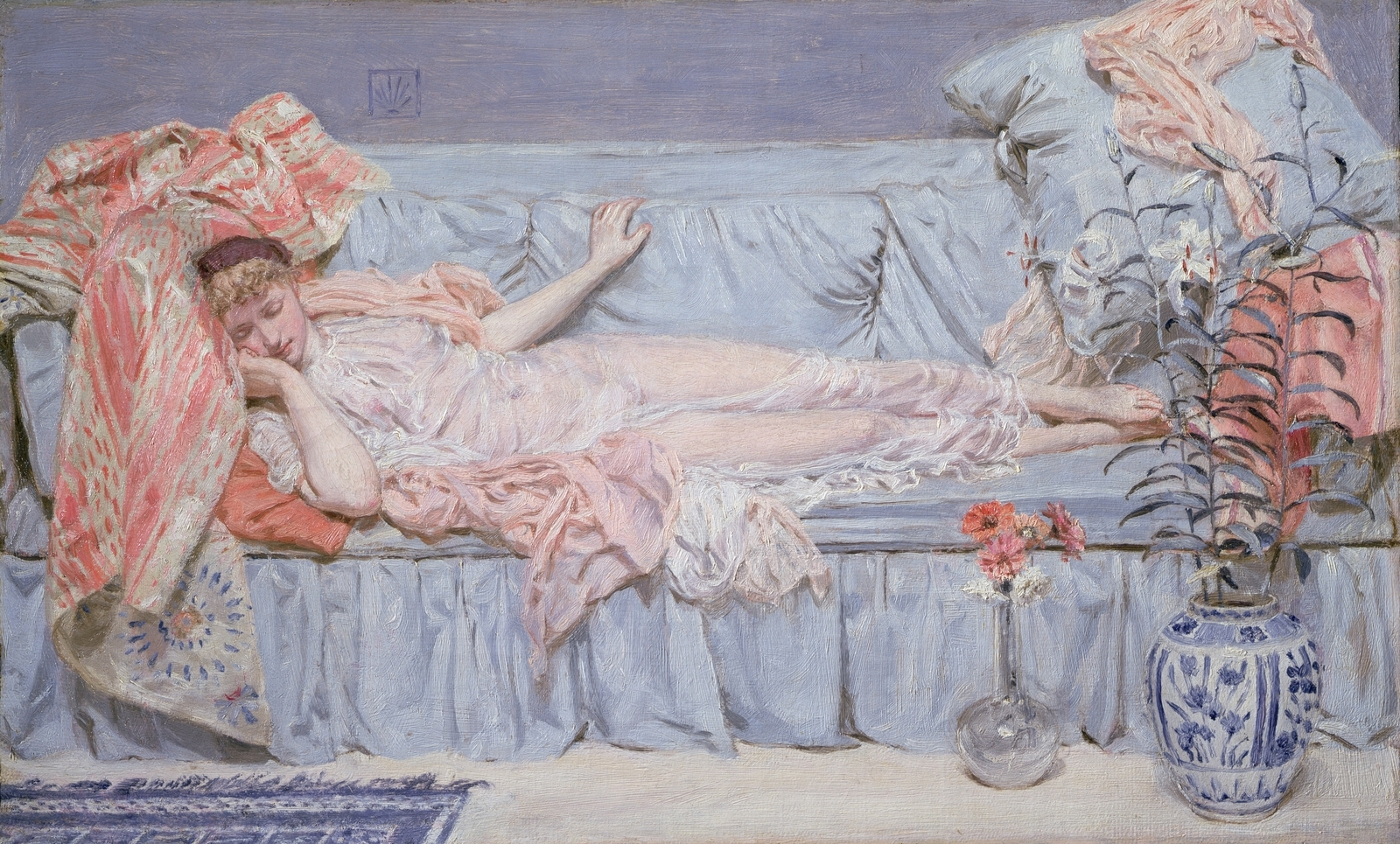
Lilies
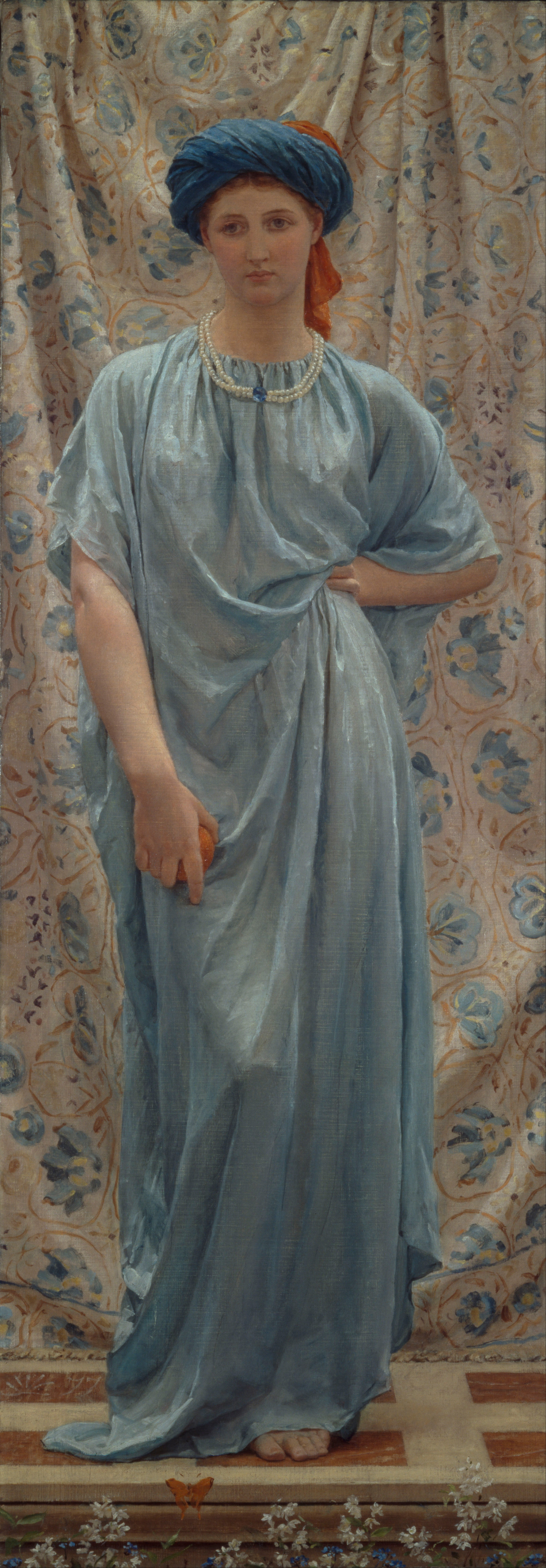
Sapphires
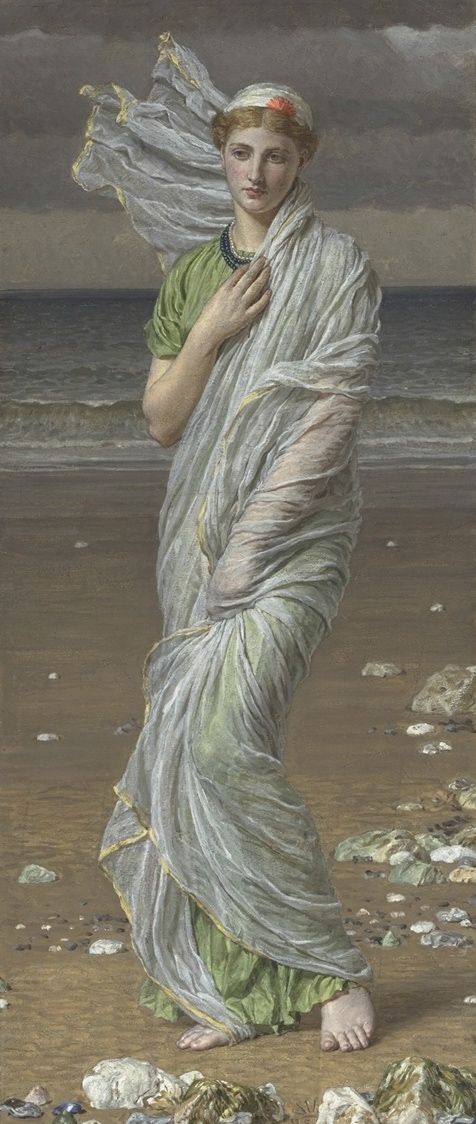
Seashells
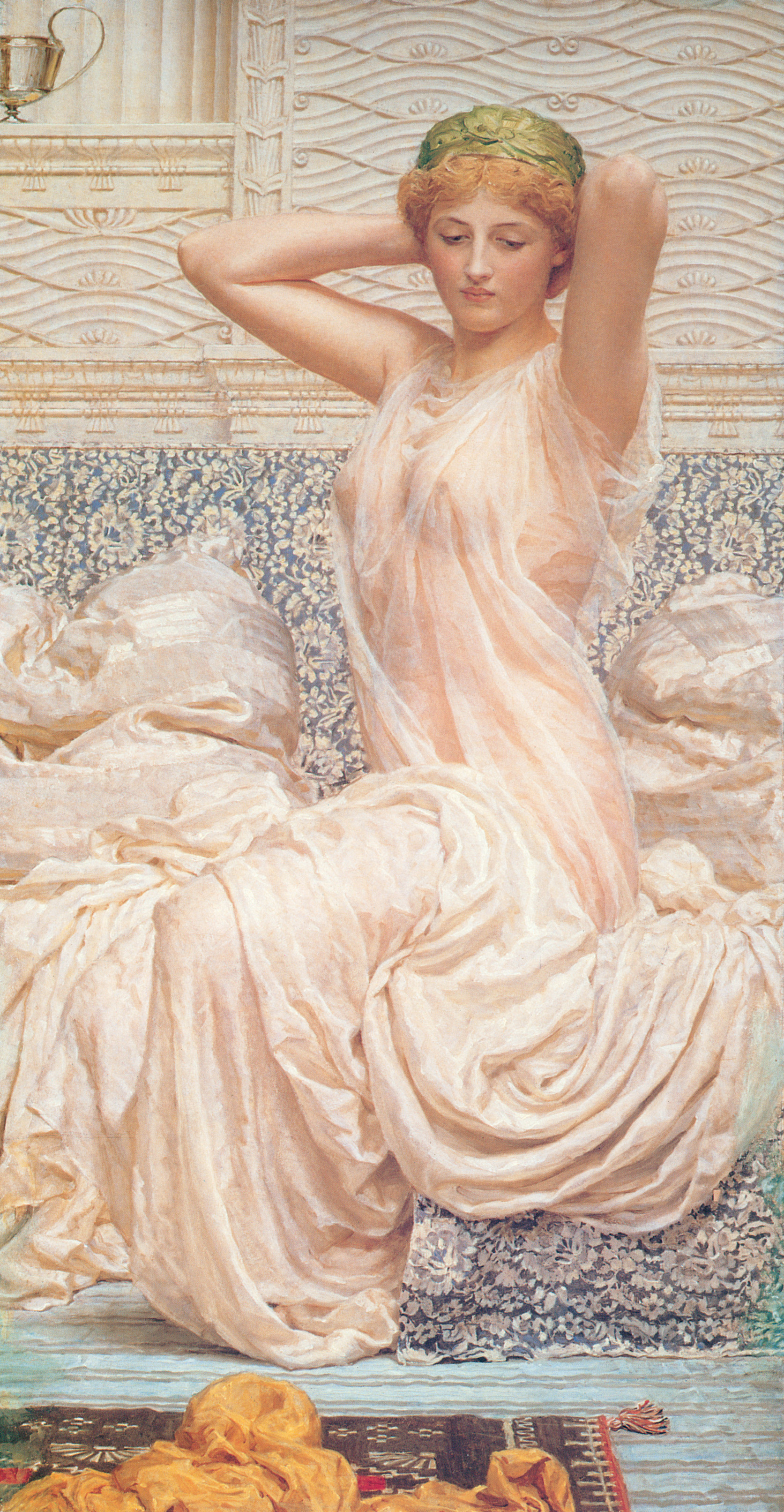
Silver
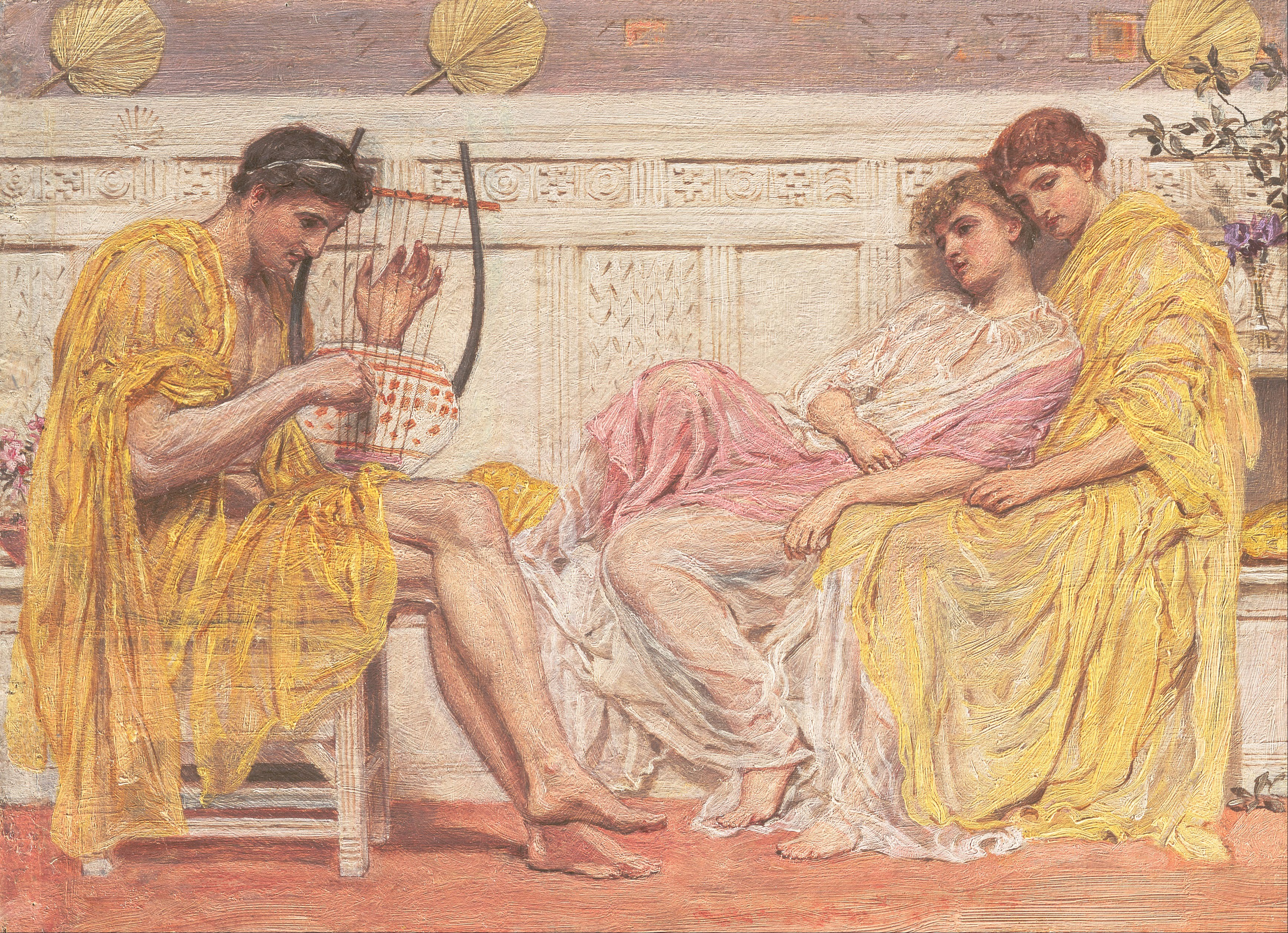
A Musician